# Alan Garner
Alan Garner (Congleton, Inglaterra, 17 de octubre de 1934) es un escritor inglés cuya obra esta firmemente enraizada en Cheshire.

## Biografía
Estudió en el Manchester Grammar School, donde hoy en día existe una biblioteca que lleva su nombre.
Sus primeros escritos se comercializaron principalmente para niños y se podrían describir como fantasía, a pesar de que el mismo autor rechazaba la etiqueta de "para niños".
No escribo para niños, sino para mi mismo. Me leen adolescentes. Por adolescente me refiero a un grupo de edad arbitrario entre los 10 y los 18. Este grupo de población es el más importante de todos.
Su obra más reciente (Strandloper, Thursbitch) está más orientada a lectores adultos, mientras que la anterior The Stone Book Quartet (galardonada con el premio Fénix en 1996) es de estilo e inspiración poética. Garner presta especial atención al lenguaje, e intenta recrear la cadencia de la lengua de Cheshire en inglés moderno; lo cual explica por su sentimiento de furia tras leer "Sir Gawain and the Green Knight", cuyas notas a pie de página no hubiesen sido necesarias para el padre del autor. Este y otros aspectos de su literatura son el motivo central de A Fine Anger, (Collins, 1981) de Neil Philip, donde se realiza un detallado análisis de su obra.
Su última novela es Thursbitch. Otros trabajos del autor han sido galardonados con el Premio Guardian, la Medalla Carnegie, y el Premio Biblioteca Lewis Carroll Shelf; así como el primer premio en el Chicago International Film Festival por su documental educativo "Images."
Su colección de ensayos y discursos The Voice That Thunders contiene numeroso material autobiográfico (incluyendo un episodio sobre su trastorno de síndrome bipolar), así como una reflexión sobre el folclore, lenguaje, literatura y educación, la naturaleza del mito y el tiempo. Garner es un excelente orador.
Philip Pullman es un gran admirador del autor, y The Weirdstone of Brisingamen es un reconocido clásico de la literatura infantil.
Se le concedió la OBE por servicios a la literatura en 2001.

### Novelas
- The Weirdstone of Brisingamen (1960)
- The Moon of Gomrath (1963) - secuela de The Weirdstone of Brisingamen
- Elidor (1965)
- The Owl Service (1967)
- Red Shift (1973)
- Strandloper (1996)
- Thursbitch (2003)

### Colecciones
- The Stone Book Quartet (1979) - recopilación con las cuatro historias de The Stone Book.

### Narrativa corta
- The Stone Book (1976) - primer relato de la serie The Stone Book.
- Tom Fobble's Day (1977) - segundo relato de la serie The Stone Book.
- Granny Reardun (1977) - tercer relato de la serie The Stone Book.
- The Aimer Gate (1978) - cuarto relato de la serie The Stone Book.

### Ensayos y discursos
- The Voice That Thunders - recopilación de ensayos.

### Varios
- The Guizer (1975) - recopilación de historias sobre necios.
- A Bag of Moonshine (1986) - recopilación de 22 relatos basados en el folclore de Inglaterra y Gales.

## Premios
- The Owl Service ganó los premios Guardian Award y medalla Carnegie en 1968.
- The Stone Book Quartet ganó el premio Fénix de literatura en 1996.
- Lewis Carroll Shelf Award
- La película Images de 1981 ganó el primer premio en el Chicago International Film Festival
- Karl Edward Wagner (con mención especial) en 2003